# Jakobsbergs malmgård

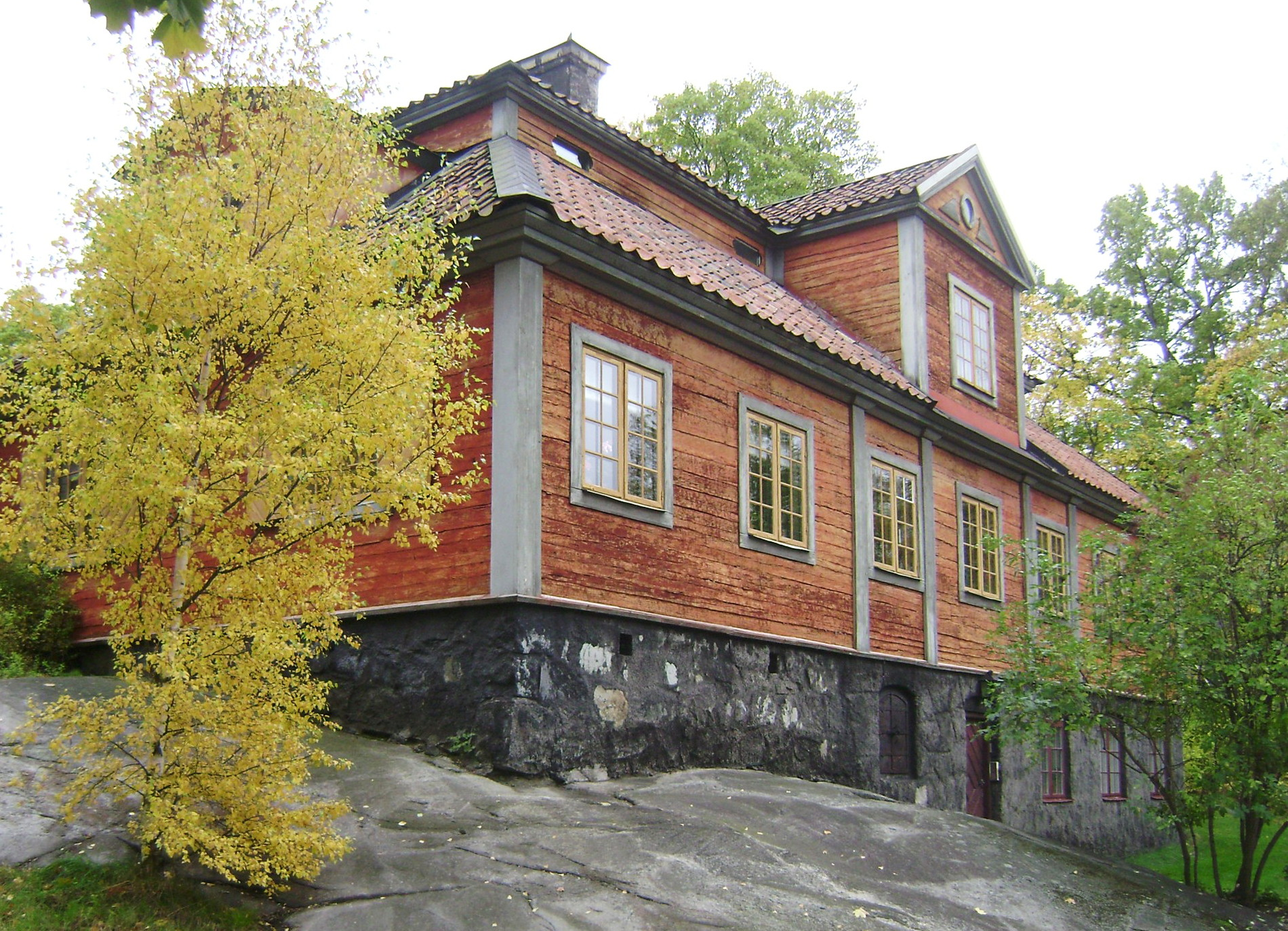
Jakobsbergs malmgård på Skansen i oktober 2009.

Jakobsberg var en malmgård belägen i dagens kvarteret Tången, strax norr om Liljeholmsbrons norra brofäste på Södermalm i Stockholm. Byggnaden uppfördes i slutet av 1600-talet och flyttades 1936 till Skansen. Gården har en mycket skiftande historia och ägdes av bland andra Elias Torpadius, släkten Hebbe och Stockholms stad. Den har varit högreståndsvåning, krog, kaffehus, ”dårstuga” samt tvättinrättning och beboddes under kortare tid av August Strindberg. Byggnaden ägs idag av Skansen och nyttjas av Skansen som kontor.

## Historik

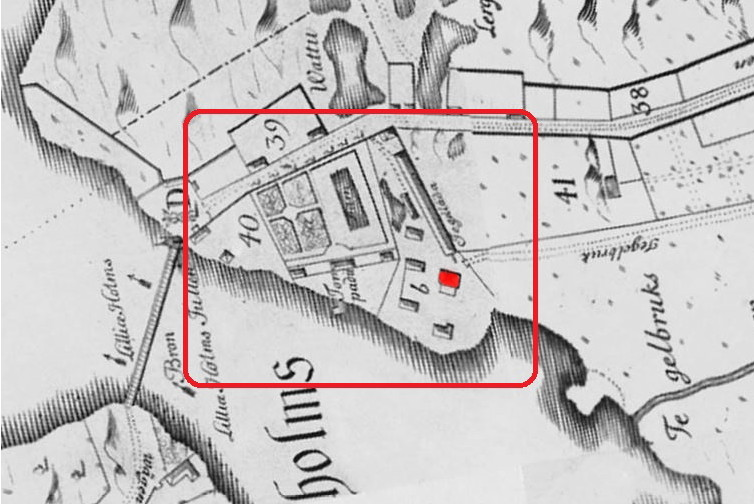
Petrus Tillaeus karta från 1733.

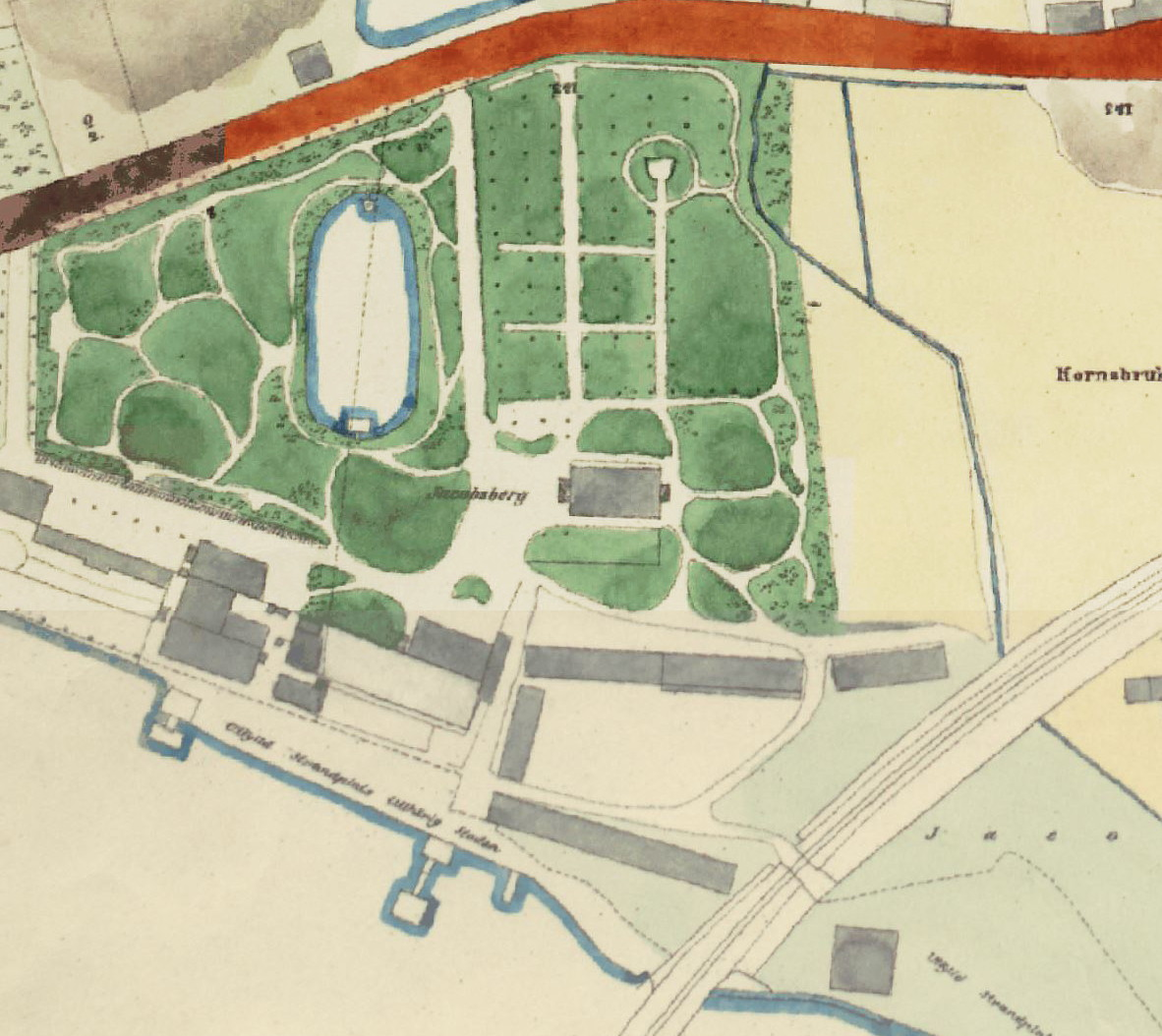
Jakobsbergs malmgård 1863.

Jakobsbergs malmgård var den östra flygelbyggnaden i en tidigare större gårdsanläggning. Huset fungerade dock som mangård och låg parallellt med de övriga flyglarna. På Petrus Tillaeus karta från 1733 framgår egendomen som där bär beteckningen Torpadii efter sin ägare politikern Elias Torpadius.
Gårdens historik går dock längre tillbaka än så och börjar 1670 när rådmannen Johan Larsson Laurinius fick en tomt på Södermalm nära Hornstull. Han lät uppföra flera byggnader, bland dem en timrad mangård i karolinsk stil med säteritak och frontespis över båda långsidor. Huset placerades i en sluttning och hade källarvåning och en hög naturstenssockel. Gården skulle bli ”till stadens heder och prydnad”.
Redan efter tre år övertogs egendomen av några handelsmän som 1681 fick tillstånd att bedriva krogrörelse i huset. Platsen för en krog fann ägarna välvald eftersom här passerade Stockholms nya färdväg söderut (dagens Södertäljevägen) med en nyanlagd fast broförbindelse, Lilla Holms bro, till Liljeholmen. Affärerna gick dock inte så bra och 1704 kom gården i tobaksfabrikören Herman Daniel Hermannis ägo. 1733 tillträde nästa ägare, Elias Torpadius, som hade stället under 15 år. Han utvidgade tomten mot norr med mark som tillhörde Horns tegelbruk. Nu fanns stall, ladugård, orangeri, diverse uthus och fiskdamm samt fiskestuga med brygga vid vattnet.
Efter Torpadius död 1747 sålde hans arvingar egendomen till kaffeskänken Johan Strömbeck som öppnade ett kaffehus och kallade malmgården efter sitt förnamn Johannesberg. Nästa ägare var bergsrådet Adolph Christiernin som samtidigt ägde malmgården Heleneborg på Södermalm. Han var en mycket förmögen man och arvtagare till Västanfors och Fagersta bruk. Han var helt besatt av tanken att kunna utvinna guld ur silvergruvorna i Bergslagen. Han satsade hela sin förmögenhet i denna fixa idé och gick slutligen i konkurs. Gården auktionerades bort och gick till apotekaren Jakob Bark (1710–1770), ägare till Apoteket Markattan vid Stora Nygatan i Gamla stan. Han gav egendomen sitt nuvarande namn Jakobsberg.
Efter Barks död 1770 övertogs Jakobsberg av en annan apotekare, Fredrik (Friedrich) Ziervogel, ägare till apoteket Svanen i Gamla stan. Ziervogel var en gammal apotekarsläkt från Tyskland som under drygt 130 år ägde och drev Svanen. Genom gifte med Barks änka blev han även under några år ägare till Markattan.
På 1790-talet ägdes Jakobsberg av grosshandlarsläkten Hebbe som lät uppföra ett nytt stenhus i två våningar. 
1836 köpte Samuel Bendix gården och lät anlägga en kemisk fabrik. Fabriken tillverkade bland annat färg och tvål. Samuel Bendix förvärvade även flera kringliggande fastigheter och utökade gårdens areal. När Bendix dog 1845 ärvdes Jakobsberg av änkan, Beata Bendix, som drev verksamheten vidare till 1849 då gården såldes till grosshandlaren Ludvig Tydén. Han etablerade ett av Stockholms större garverier på egendomen som han drev i ungefär 30 år. På en karta från 1863 syns egendomen med huvudbyggnad och en trädgård norr om den samt en fiskedamm och en engelsk park i väster.

## Gårdens vidare öden

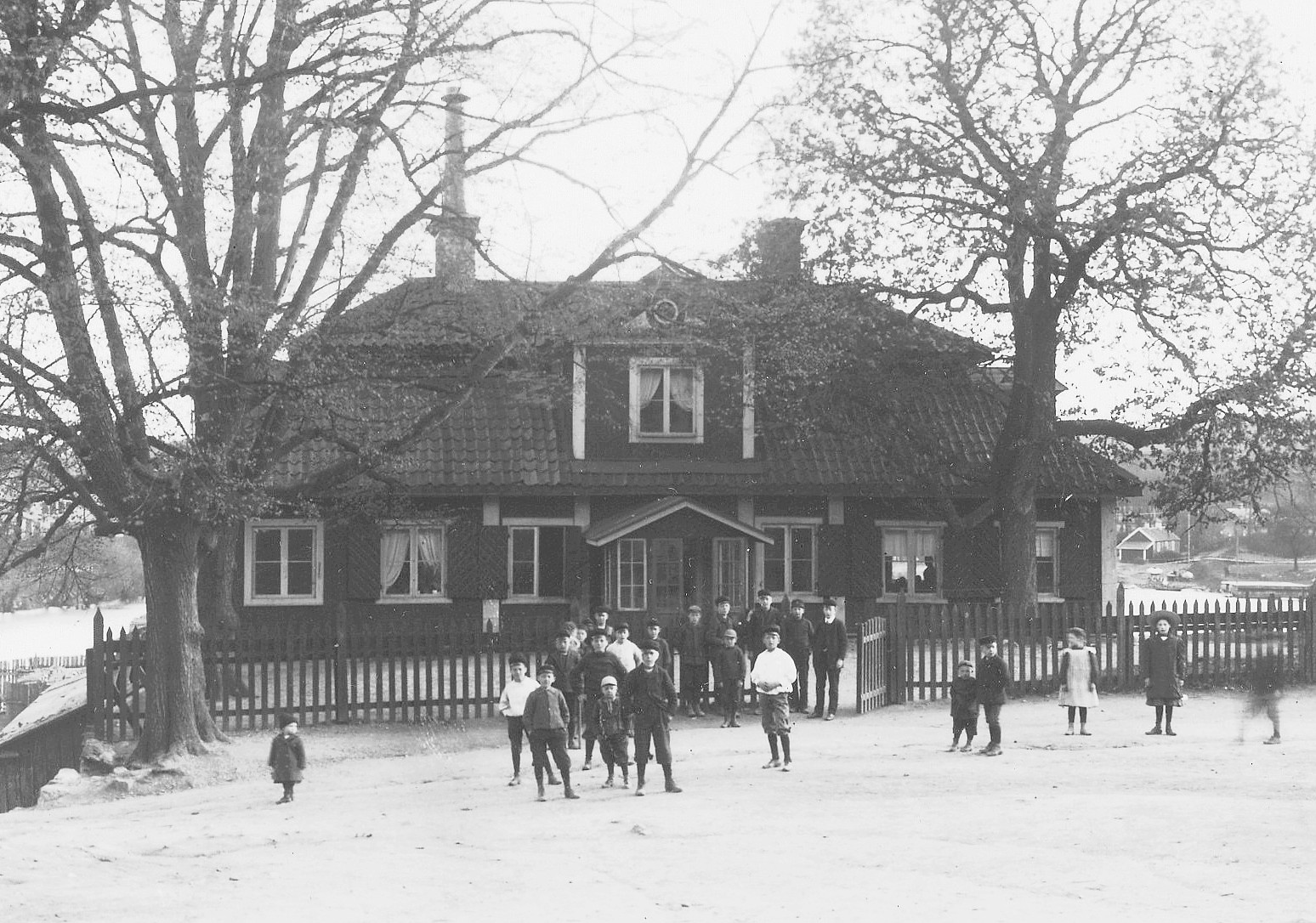
Jakobsberg 1907.

År 1882 förvärvades Jakobsberg av Stockholms stad för 298 000 kronor. Staden behövde marken för framtida gaturegleringar och ville samtidigt förhindra att hälsofarliga verksamheter skulle finnas vid Årstaviken som sedan 1861 var stadens dricksvattentäkt för Skanstullsverket. I malmgårdens tidigare park och trädgård byggdes hyreshus och av den gamla bebyggelsen bevarades bara mangården och stenhuset från Hebbes tid. 1886 öppnade staden en ”dårstuga” i huset och 1887 flyttade Frälsningsarmén hit.
Vintern 1889/1890 bodde August Strindberg i en möblerad våning i malmgården och beklagade sig för sin författarkollega Gustaf af Geijerstam hur eländigt han det hade. Därefter har Jakobsberg inhyst en tvättinrättning och en barnkrubba. Efter 1920-talet började gårdens förfall och huset stod obebott och med stängda fönsterluckor. Redan på 1880-talet bildades kvarteret Tången som på 1930-talet började bebyggas med hyreshus och malmgården stod i vägen. 1928 invigdes Liljeholmsbrons västra del som var den första klaffbron över Liljeholmsviken. Bron strök nära förbi malmgården och syns på Torsten Jovinges målning Utsikt från Liljeholmsbron från 1932.
Stockholms stadsmuseum och stadsantikvarien Gösta Selling förstod byggnadens kulturhistoriska värde och såg till att Jakobsberg monterades ner på stadens bekostnad och skänktes till Skansen. Där återuppfördes den på sin nuvarande plats i Stockholmskvarteren och är granne till Hazeliushuset och Petissan. Gården visas inte för allmänheten då den saknar originalinredning. På Skansen är trästommen synligt och motsvarar sitt ursprungliga utseende. Innan huset flyttades var fasaderna klädda med stående locklistpanel. Exteriört är Jakobsberg ett bra exempel för hur högreståndsbyggherrar under barocken sökte imitera stenhusens putsarkitektur: fasader i ockra med pilaster och foder i ljusgrå kulör.
På gårdens tidigare plats vid Hornstull uppfördes under åren 1938–1940 ett flerbostadshus efter ritningar av arkitekt Archibald Frid. Från gårdens tid återstår några gamla träd, bland annat en mäktig hästkastanj som omnämns av Strindberg i Stråmannen i novellsamlingen Svenska öden och äfventyr från 1891.

## Historiska bilder

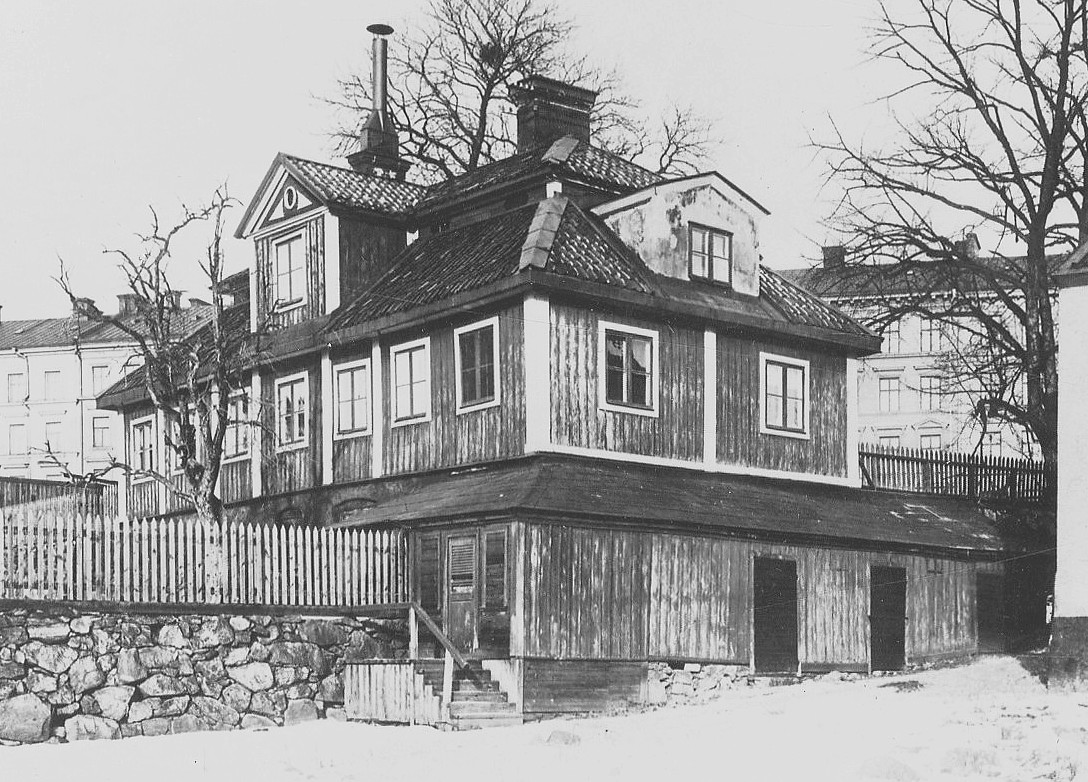
Gården 1918 med nya hyreshus i bakgrunden.
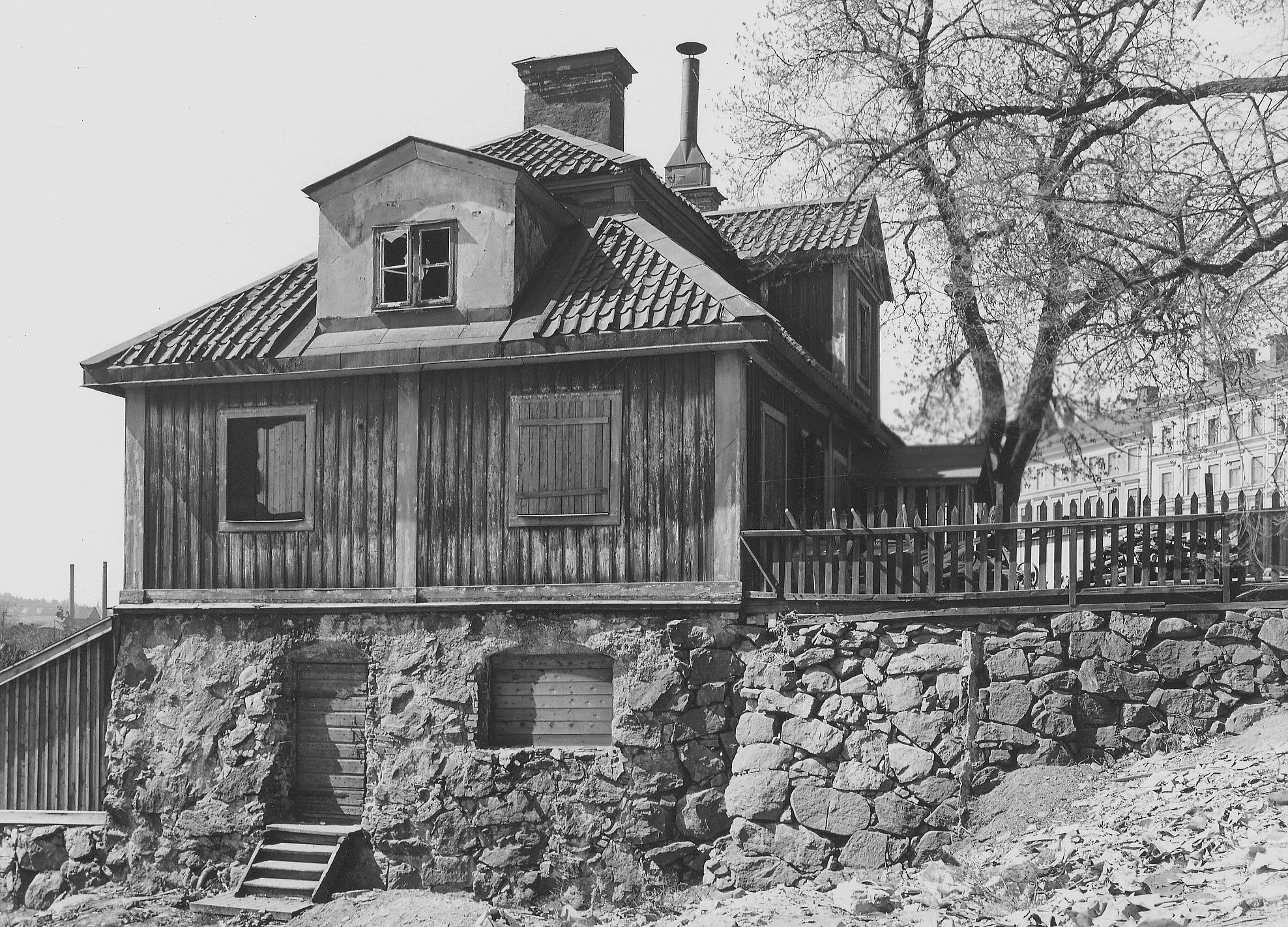
Jakobsbergs malmgård 1926.
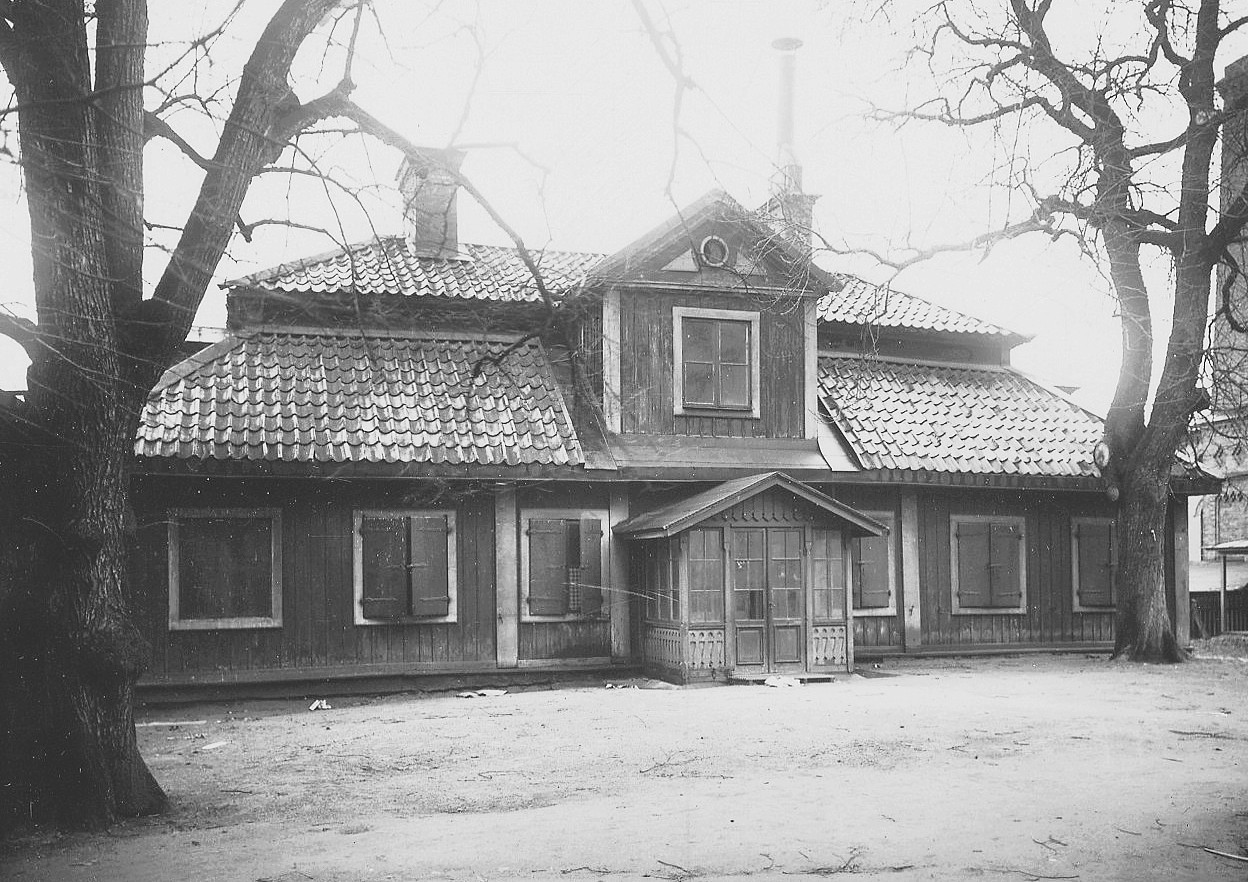
Jakobsbergs malmgård 1930.
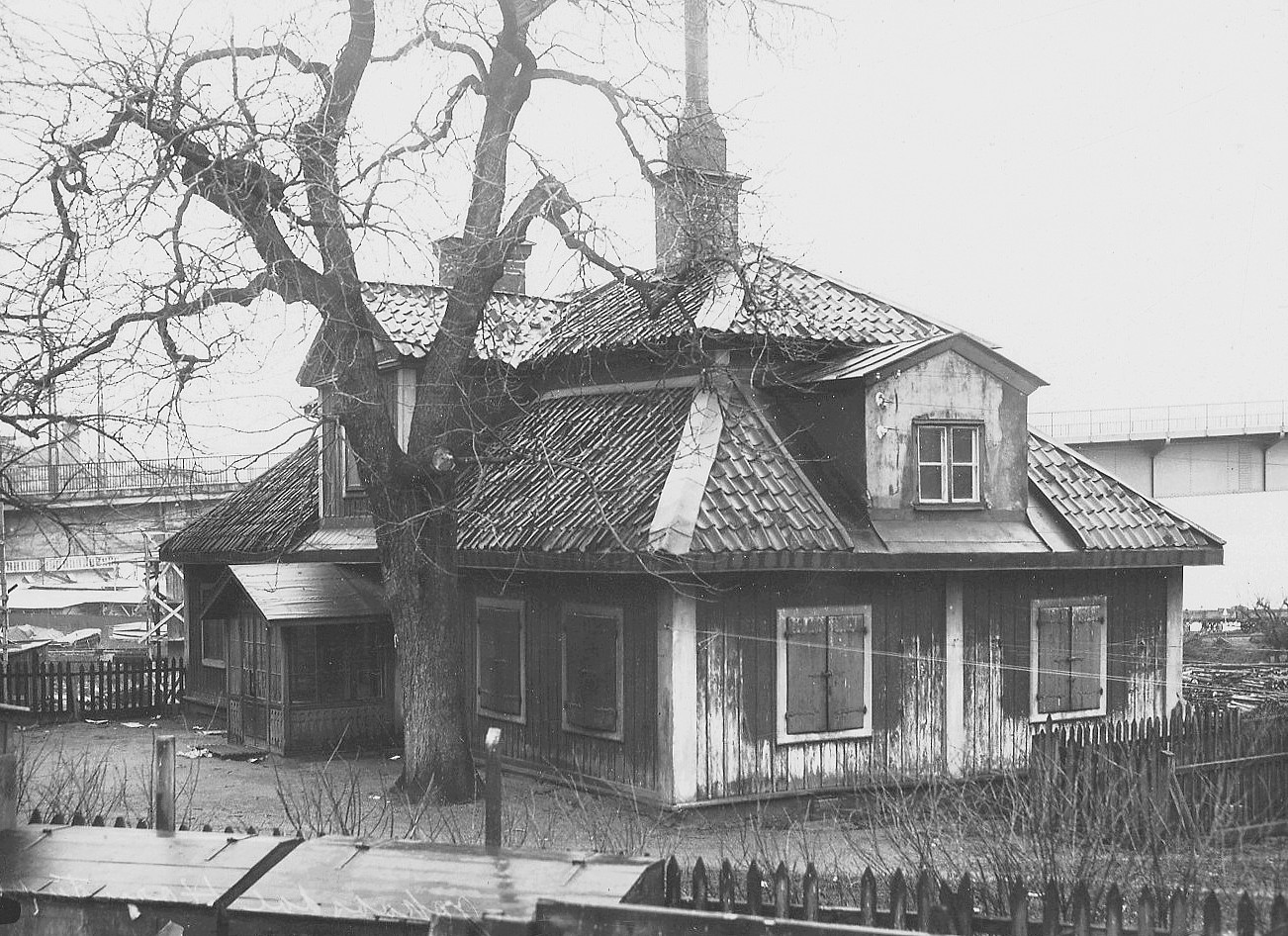
Jakobsbergs malmgård 1930, nya Liljeholmsbron syns i bakgrunden.
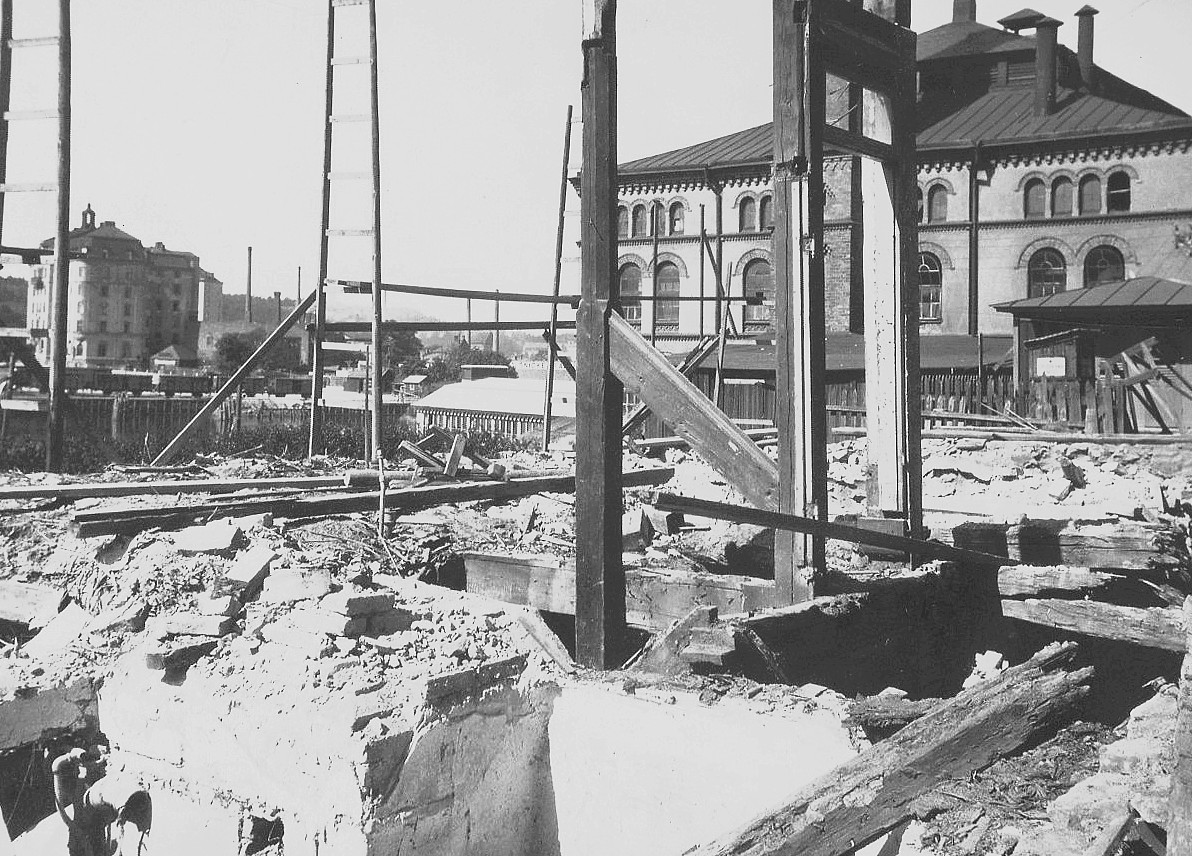
Nedmonteringen 1935.

.